# Minoru Wakuda
Minoru Wakuda (...) è un astronomo amatoriale giapponese.
Minoru Wakuda è un astrofilo giapponese, residente nella Prefettura di Shizuoka. Nel campo astronomico si occupa in particolare di stelle variabili: è membro della VSOLJ, le sue osservazioni sono registrate sotto la sigla Wdm . È conosciuto per la scoperta di varie nove.

## Scoperte
Ha scoperto cinque nove e una nova simbiotica, in ordine di scoperta:
| Tipo di oggetto | Denominazione                      | Data della scoperta | Fonti |
| --------------- | ---------------------------------- | ------------------- | ----- |
| nova            | V4121 Sgr                          | 13 febbraio 1983    | [ 2 ] |
| nova            | MU Ser                             | 22 febbraio 1983    | [ 3 ] |
| nova            | PW Vul                             | 27 luglio 1984      | [ 4 ] |
| nova            | V1819 Cyg                          | 4 agosto 1986       | [ 5 ] |
| nova            | V2214 Oph                          | 10 aprile 1988      | [ 6 ] |
| Nova simbiotica | V4368 Sgr (Wakuda's peculiar star) | 14 marzo 1994       | [ 7 ] |